# Retablo de Santa Catalina (catedral de Ávila)
El altar de Santa Catalina es un retablo-altar  de estilo del primer renacimiento español, realizado por los escultores Juan Rodríguez y Lucas Giraldo para la catedral de Ávila en el año 1529. Ambos escultores eran discípulos y seguidores de Vasco de la Zarza, con el que habían colaborado en la ornamentación de diversas obras realizadas en la misma catedral abulense.

## Descripción
Se encuentra el altar de Santa Catalina, adosado a un pilar de uno de los arcos torales de la nave central y ejecutado en piedra de alabastro, material más blando que el mármol y que permite una mejor y más rápida talla. Resalta en gran medida el contraste de la calidad cérea o de miel del alabastro junto con la piedra  de la arquitectura antigua de la catedral. El retablo consta de tres cuerpos, separados por pedestales y columnas y cerrados por pilastras. Los pedestales contienen hornacinas y entre ellas escenas en relieve. Cada calle lateral muestra dos composiciones. Sobre los capiteles de las columnas hay un amplio entablamento  y un remate en semicírculo, estos cuerpos laterales siguen la curva que forma el pilar donde está adosado el altar. Todo está decorado con una exaltada multitud de aves, sátiros, ángeles y grutescos propios del renacimiento.Ver imagen del altar de Santa Catalina.
En el cuerpo central hay un nicho mayor donde se encuentra la santa (Catalina de Alejandría) con un relieve casi de bulto redondo, con bellos pliegues en movimiento gracias a un ligero contraposto de la imagen. Como es habitual emplean para su descripción iconográfica los atributos clásicos de la misma, vestida con túnica o manto romano; en su parte derecha por detrás de las vestiduras aparece la representación de unas púas pertenecientes a una rueda y con una espada en la mano, siendo ambos los instrumentos de su martirio. Bajo sus pies aparece un  busto que representa al emperador Majencio, vencido por la sabiduría de la santa, que sostiene en sus manos un libro como símbolo de su saber.  El remate de este cuerpo central es más elevado que los laterales y está situado entre pilastras y una arquivolta, con una escena también en relieve con la imagen del Niño Jesús.
Recibieron por esta obra la cantidad de 633 ducados que, en comparación con el coste de otros trabajos para la misma catedral, está por debajo de lo que era habitual.